# خالد طه
خالد طه (مواليد 15 فبراير 1992) هو مُقاتل فنون قتالية مختلطة ألماني.

## مسيرته في فنون القتال المختلطة

### مسيرته المبكرة
بدأ طه القتال في فنون القتال المختلطة الاحترافي في عام 2013. وقد قاتل في ظل العديد من المنظمات، ولا سيما بطولة فنون القتال المختلطة الألمانية، وبطولة القتال العادل، ومنظمة رايزن للقتال.

### فنون القتال المختلطة
ظهر طه لأول مرة في يو إف سي في 22 يوليو 2018، في يو إف سي ليلة القتال: شوغون ضد سميث ضد ناد ناريماني. خسر القتال بقرار جماعي من الحكام.

## البطولات والإنجازات

### فنون القتال المختلطة
- يو إف سي
  - نزال الليلة (مرة واحدة)  ضد راوني بارسيلوس[5]

## حياته الشخصية
طه من أصل لبناني.

## سجل فنون القتال المختلطة
| السجل المهني |        |         |
| 19 نزال      | 13 فوز | 5 خسارة |
| ضربة قاضية   | 9      | 1       |
| إخضاع        | 2      | 1       |
| قرار القضاة  | 2      | 3       |
| بدون قرار    | 1      | 1       |

## وصلات خارجية
- خالد طه على موقع يو إف سي (الإنجليزية)
- خالد طه على موقع شيردوغ (الإنجليزية)